# Elio Aggiano
Elia Aggiano, detto Elio (Brindisi, 15 marzo 1972), è un ex ciclista su strada italiano.

## Palmarès

### Strada
- 1991 (Dilettanti)

Gran Premio Sportivi di Poggio alla Cavalla
- 1992 (Dilettanti)

G.P. Industria, Commercio ed Artigianato - Vignole di Quarrata
Trofeo Paolin Fornero
Targa Crocifisso
Coppa Collecchio
- 1993 (Dilettanti)

Gran Premio Comune di Cerreto Guidi
Coppa Cicogna
Gran Premio Sportivi di Poggio alla Cavalla
- 1994 (Dilettanti)

Gran Premio Città di Vinci
- 1995 (Dilettanti)

Milano-Busseto
- 1996 (Dilettanti)

Coppa Caduti di Soprazocco
Trofeo Franco Balestra
Coppa Penna
- 1998 (Vitalicio Seguros-Grupo Generali, una vittoria)

Trofeo Manacor
- 1999 (Vitalicio Seguros-Grupo Generali, una vittoria)

4ª tappa Vuelta a Castilla y León (Bembibre > San Andrés del Rabanedo)
- 2000 (Vitalicio Seguros-Grupo Generali, una vittoria)

Trofeo Calvià
- 2001 (Mapei-Quick Step, una vittoria)

Le Classic du GP de Beauce
- 2002 (Mapei-Quick Step, tre vittorie)

3ª tappa Uniqa Classic (Rabenstein an der Pielach > Gresten)
4ª tappa, 1ª semitappa Giro di Danimarca (Comune di Fredericia > Odense)
5ª tappa Tour du Poitou-Charentes (Chauvigny > Saint-Benoît)
- 2003 (Formaggi Pinzolo Fiavé, una vittoria)

3ª tappa Giro del Trentino (Fondo > Levico Terme)
- 2005 (Team LPR, una vittoria)

5ª tappa Settimana Internazionale di Coppi e Bartali (Castellarano > Sassuolo)
- 2006 (Team LPR, una vittoria)

7ª tappa Tour de Langkawi (Muar > Kota Tinggi)

#### Altri successi
- 1998 (Vitalicio Seguros-Grupo Generali)

Trofeo Luis Ocaña
- 2002 (Mapei-Quick Step)

1ª tappa, 1ª semitappa Settimana Internazionale di Coppi e Bartali (Rimini, cronosquadre)
- 2003 (Formaggi Pinzolo Fiavé)

Classifica scalatori Tirreno-Adriatico
- 2004 (Team LPR)

Classifica scalatori Giro del Trentino

## Piazzamenti

### Grandi Giri
- Giro d'Italia

1997: ritirato (19ª tappa)
1998: ritirato (16ª tappa)
2000: 81º
2003: ritirato (12ª tappa)
2007: 138º
- Tour de France

1999: 92º
- Vuelta a España

1997: 123º
1998: ritirato (13ª tappa)
2001: ritirato (11ª tappa)
2002: ritirato (18ª tappa)

### Classiche monumento
- Milano-Sanremo

1997: 58º
1998: 35º
2000: 12º
2005: 72º
2006: ritirato
2007: 100º
- Giro delle Fiandre

2000: ritirato
2007: 64º
- Parigi-Roubaix

1998: ritirato
- Liegi-Bastogne-Liegi

2007: ritirato
- Giro di Lombardia

2006: ritirato
2007: ritirato

### Competizioni mondiali
- Campionati del mondo

Middlesbrough 1990 - In linea Junior: 11º